# Deneb
För det tyska forskningsfartyget, se Deneb (fartyg)
Deneb, eller Alfa Cygni och 50 Cygni, är den ljusstarkaste stjärnan i stjärnbilden Svanen och en av de ljusstarkaste på den norra stjärnhimlen, med visuell magnitud +1,25. Stjärnan har också kallats Arided och Aridif men dessa namn används inte längre. Deneb är en pulserande variabel och prototypstjärna för variabler av Alfa Cygni-typ (ACYG).

## Avstånd och fysiska data
Denebs absoluta magnitud är ungefär -8,4 vilket gör den till en av de ljusstarkaste av alla kända stjärnor. Deneb är därmed omkring 200 000 gånger ljusstarkare än solen, enligt det medelavstånd som räknats fram. Om Deneb var en punktliknande ljuskälla med solens avstånd till jorden, skulle den skina starkare än de flesta industrilasrar. Den strålar ut mer ljus på en dag än solen gör på 140 år. Om Deneb befann sig på Sirius avstånd, skulle den lysa starkare än fullmånen.[källa behövs]
Denebs exakta avstånd från jorden är fortfarande omtvistat. Uppgifter från 1600 till 3200 ljusår har förekommit i olika källor. Stjärnans parallax är nästan omätbar och det är därför väldigt svårt att bestämma det exakta avståndet. Osäkerheten har dock minskat avsevärt efter analyser av New Hipparcos Data Reduction år 2007 trots vissa tecken på ett systematiskt fel på ungefär en tusendels bågsekund i Hipparcoskatalogen. Det avstånd som för tillfället (2018) anges är 2620 ljusår.
Baserat på temperaturen och luminositeten och även direkta mätningar av dess obetydliga vinkeldiameter (0,002 bågsekunder), uppskattas Denebs diameter till drygt 200 gånger solens. Det gör att ca 8 miljoner solar skulle få plats inom Deneb. Om den placerades i mitten av vårt solsystem skulle Deneb därför nå ut till jordens omloppsbana. Den är en av de största kända stjärnorna, och den ljusstarkaste kända klass A-stjärnan.
Med spektralklass A2Ia har Deneb en yttemperatur på 8 400 K. Dess massa uppskattas till mellan 20 och 25 solmassor. Eftersom den är en vit superjätte, medför den höga massan att stjärnan får en kort levnadstid och kommer antagligen att bli en supernova inom några miljoner år. Vätefusionen i dess inre har redan upphört.
Denebs solvind orsakar en årlig massförlust på 0,8 miljondels solmassor, hundratusen gånger solens massförlust.

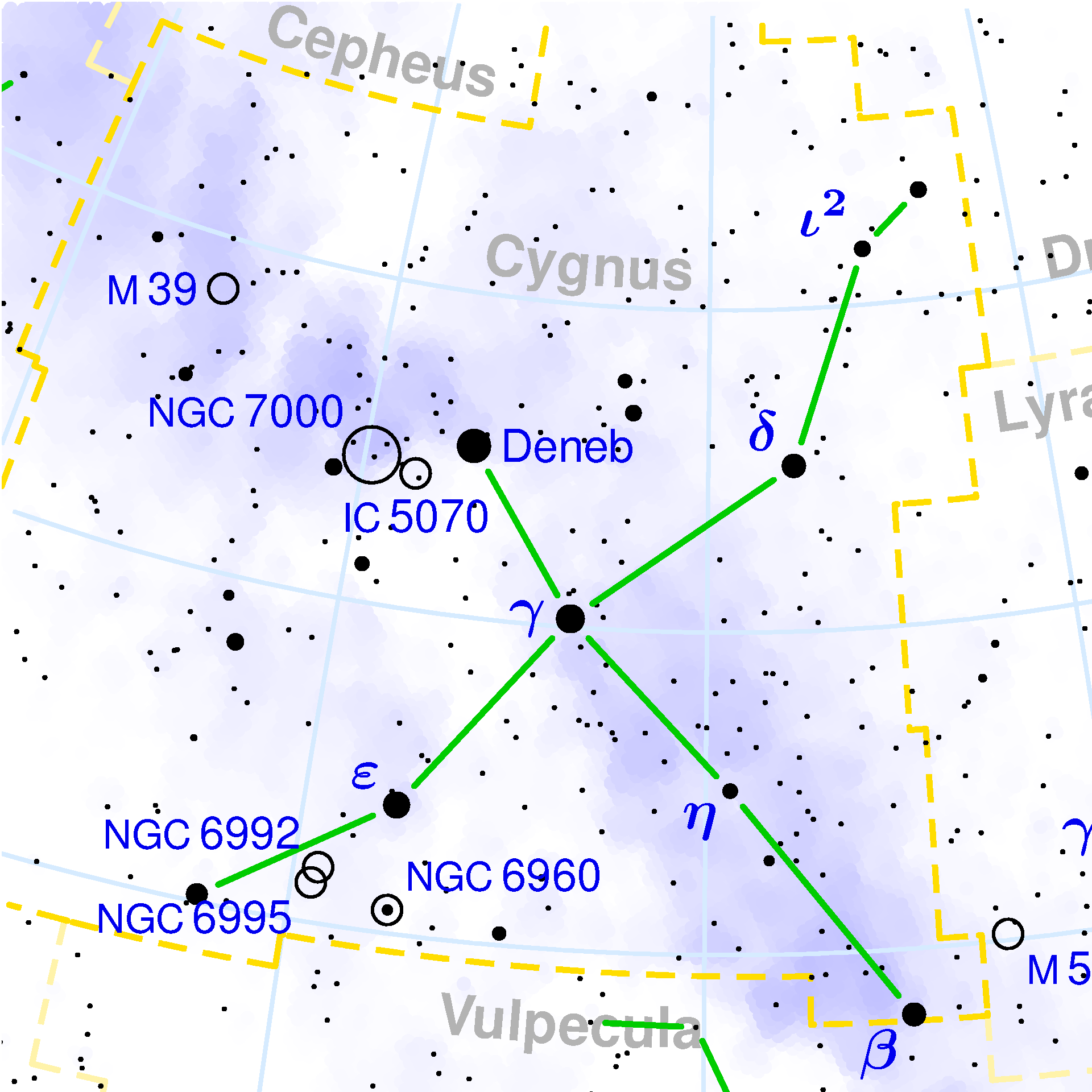
Denebs läge i stjärnbilden Svanen.

## Deneb som polstjärna
För närvarande pekar jordaxeln mot en punkt i närheten av Polstjärnan, men riktningen ändrar sig långsamt på himlavalvet i en ungefärligen cirkelformad rörelse med en period på 25 800 år, som kallas precession. På grund av denna kommer Deneb att bli den nordliga polstjärnan ungefär 9800 e. Kr. Den är då belägen cirka 7° från himmelspolen.
| Föregångare | Polstjärna                  | Efterföljare |
| ----------- | --------------------------- | ------------ |
| Alderamin   | 8 700 e. Kr – 11 000 e. Kr. | Delta Cygni  |

## Etymologi
Namnet kommer från ذنب ḏanab [ðanab], arabiska språkets ord för svans, stjärt, eftersom Deneb ligger i stjärnbilden Svanens stjärt. Liknande namn har getts till andra stjärnor, bl.a. Deneb Kaitos, den ljusstarkaste stjärnan i Valfisken (Cetus), och Denebola, den näst ljusstarkaste stjärnan i Lejonet.

## Kulturellt inflytande
Deneb är känd som "Den fjärde stjärnan i det Celesta vadstället" (天津四) på kinesiska. I den kinesiska kärlekssagan om Qi Xi, markerar Deneb Skatbron över Vintergatan, som låter de åtskilda turturduvorna Niu Lang (Altair) och Zhi Nü (Vega) återförenas under en speciell natt om året på sensommaren. I andra versioner av historien är Deneb en älva, som uppträder som förkläde, när kärleksparet träffas över skatornas bro.